# Diocèse de Thrace
 (janvier 2019).
Si vous disposez d'ouvrages ou d'articles de référence ou si vous connaissez des sites web de qualité traitant du thème abordé ici, merci de compléter l'article en donnant les références utiles à sa vérifiabilité et en les liant à la section « Notes et références ».
Le diocèse de Thrace, latin, Dioecesis Thraciae, grec, Διοίκησις Θράκης, est une des très grandes divisions de l'Empire romain d'Orient, de 314 à 535, avec pour capitale Philippopolis (actuelle Plovdiv, Bulgarie).

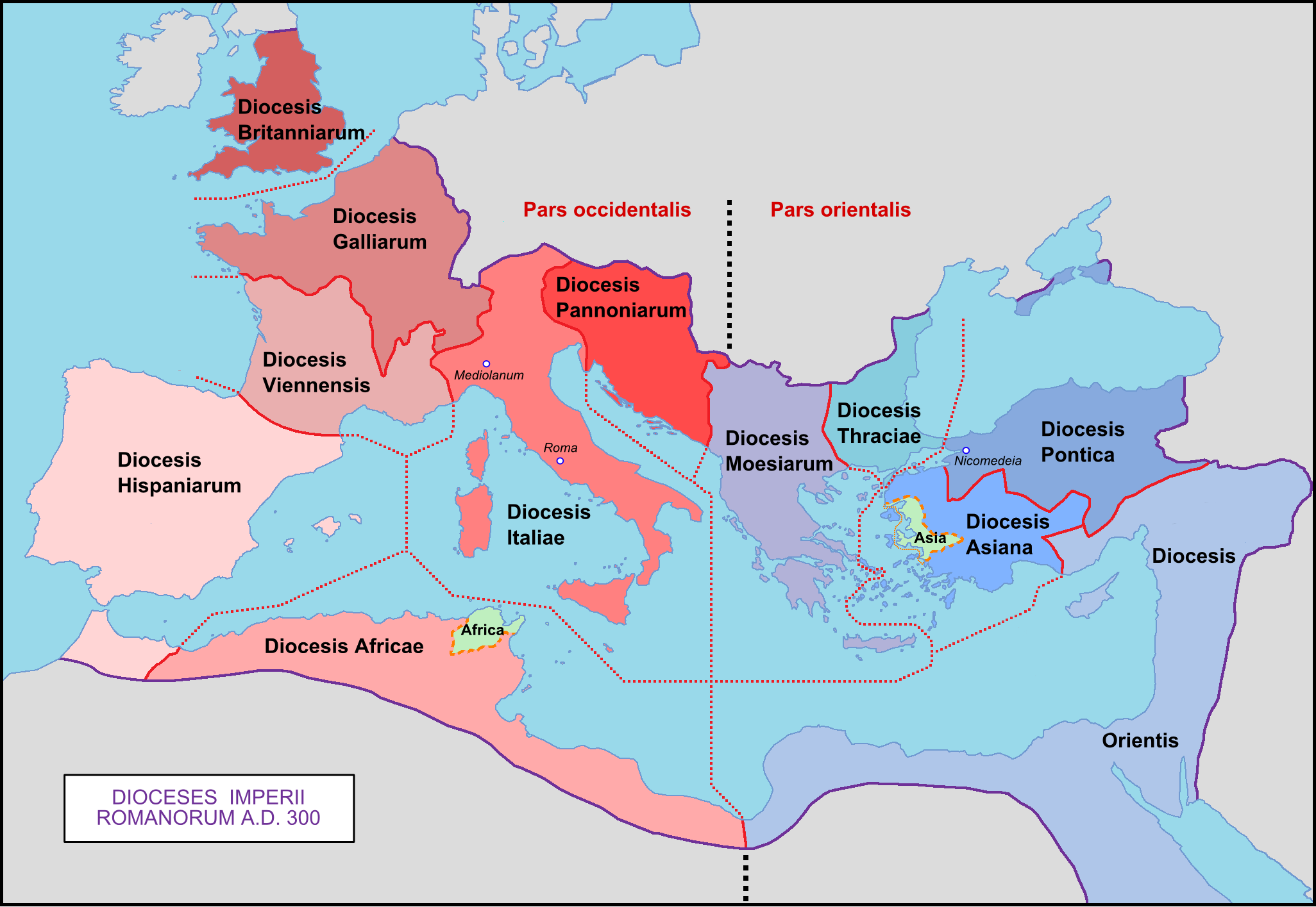
Diocèse de Thrace de 293 à 337 apr. J.-C.
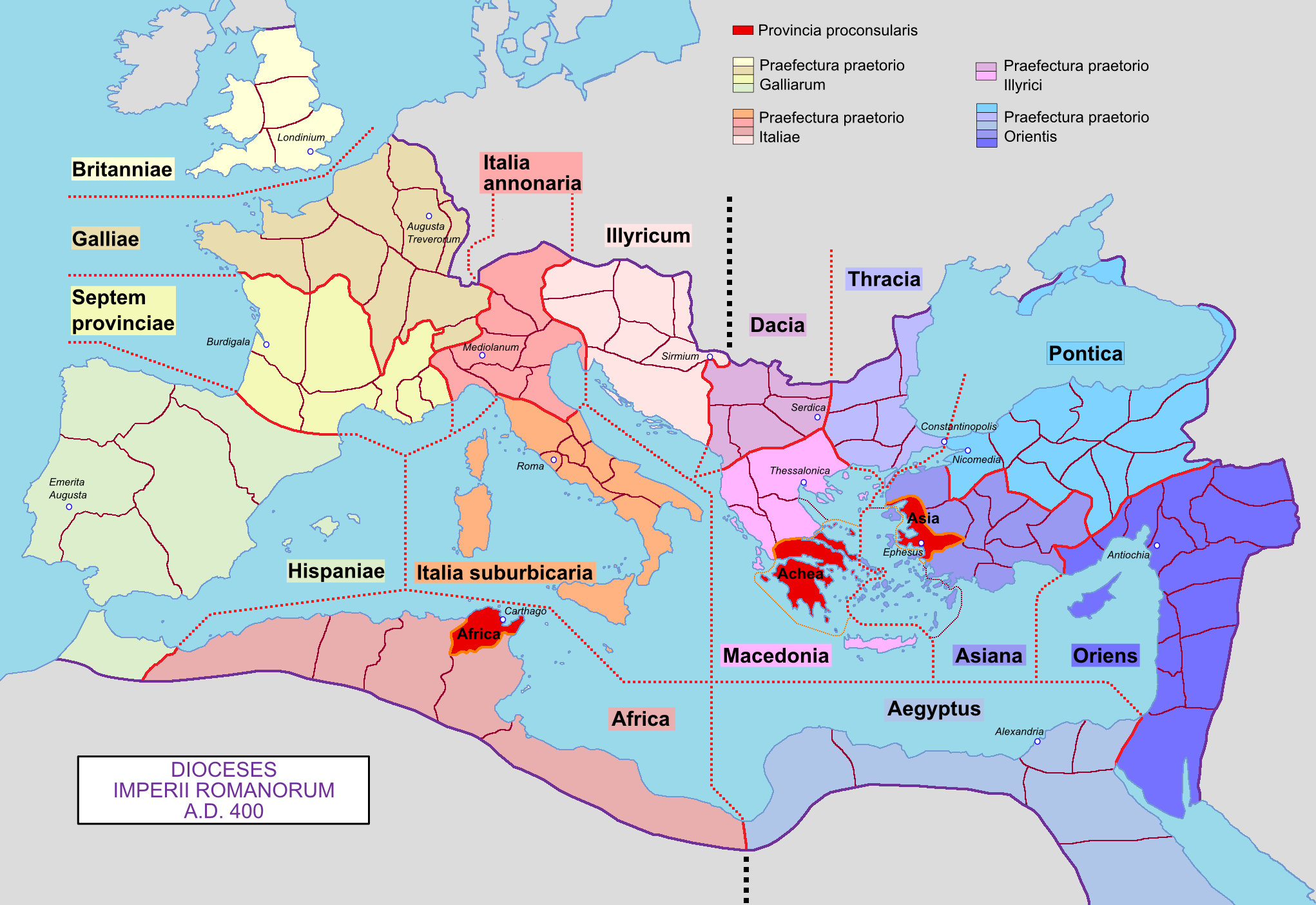
Diocèse de Thrace  vers 400 apr. J.-C.

## Composition
- Europa, Europe (province romaine) (294/314-640c)
  - Saranta Ekklisies (quarante églises, Kırklareli (Bulgarie)), Sélymbrie (Eudoxiopolis, Silivri), Bisante/Bisanthi/Bysanthe (Rodosto/Ρωδόστο, Tekirdağ), Callipolis (Gelibolu), Arkadioúpolis (Lüleburgaz)...
- Haemimontium, Hémimont (293-640c)
  - Hadrianoúpolis (Orestias, Oscodama, Odrysia, Andrinople, Edirne), Anchialos (proche du sel, Pomorié), Apollonie du Pont (Apollonia Pontica, Sozopolis, Sozopol (Bulgarie)), Develtos (Colonia Flavia Pacis Deultensium, Deultum, Debelt (près de Bourgas), Aquae Calidae (de) (Bourgas), Messembria (Nessebar (ville)), Augusta Trajana (Stara Zagora)...
- Moesia Secunda (87-395), province romaine de Mésie inférieure (de) (Mésie, éclatée en 87 en Moesia Superior (en amont) et Moesia Inferior (en aval), rive droite (Sud) du Danube), liste des gouverneurs de Mésie inférieure (de)
  - Marcianopolis (Devnya (Bulgarie)), Odessus/Odessos (Varna (Bulgarie)), Nicopolis ad Istrum (Nikyup, Veliko Tarnovo (Bulgarie)), Abritus (Razgrad), Durostorum (Silistra), Transmarisca (Tutrakan), Sexaginta Prista (Roussé), Novae (Svichtov)...
- Rhodopa, Rhodope (province romaine) (293c-640)
  - Trajanopolis (Traïanoúpoli), Maronéia (Marónia (Rhodope)), Mosynopolis (Maximianopolis (Komotiní), Nicopolis ad Nestum (Garmen), Kereopirgos, Topeiros...
- Mikrá Skythia, Scythie Mineure (290c-680c), approximativement la Dobroudja :
  - Tomis (Constantiana, Constanța), Argamum (Jurilovca), Histria (Istria (Constanța)), Mangalia...
  - Liste des anciennes villes de Scythie mineure (en)
- Thracia, Thrace (province romaine) (46-395) (293-680c)
  - Liste des gouverneurs de la province romaine de Thrace (de) (61-250)

## Liste incomplète desVicarii Thraciarum
- Aelius Claudius Dulcitius (?–361)
- Capitolinus (361–363)
- Andronicus (c. 366)
- Philoxenus (c. 392)
- Solomon (?–582)